# 47-я танковая дивизия (Россия)
47-я танковая Ченстоховская Краснознамённая, ордена Кутузова дивизия (47 тд, в/ч 54096) — тактическое соединение Сухопутных войск Российской Федерации.
Формирование входит в состав 1-й гвардейской танковой армии. Пункт постоянной дислокации находился в п. Мулино Нижегородской области.
В 2021 году бригада переформирована в 47-ю танковую дивизию с сохранением исторического формуляра, наград и боевой славы.

## История
Историческим предшественником 47-й танковой дивизии является 100-я танковая бригада 31-го танкового корпуса, которая была сформирована 3 марта 1942 года в городе Ногинске Московской области и начала свой боевой путь под Ржевом, участвуя в разгроме танковых дивизий войск СС: «Мёртвая голова» и «Лейбштандарт СС Адольф Гитлер». Затем участвовала в боях на Северо-Западном и Воронежском фронтах.
В 1945 году 100-я бригада переформирована в 100-й танковый полк с сохранением всех наград, почётных наименований, исторического формуляра и боевой славы соединения.
В новейшей истории, отдельные военнослужащие 100-го полка принимали участие в контртеррористической операции на Северном Кавказе.
За годы своей славной истории 4 военнослужащих бригады были удостоены высокого звания «Герой Советского Союза» и 3 — «Герой Российской Федерации».
6-я отдельная танковая бригада сформирована в ходе Реформы Вооружённых сил в 2009 г., путём переформирования 100-го танкового полка 3-й мотострелковой дивизии, и является его правопреемником, в/ч 54096 (Нижегородская область, г. Дзержинск), 2901 человек л/с. 100-й танковый полк в свою очередь создан переформированием 100-й танковой бригады 31-го танкового корпуса РККА времён Великой Отечественной войны.
14 декабря 2011 года в поселке Мулино Нижегородской области прошла торжественная церемония вручения георгиевского знамени нового образца 6-й отдельной танковой бригаде, которой командовал на тот момент подполковник Олег Терехов.
В 2015 году усиленный батальон 6-й отдельной танковой бригады принимал участие в учениях ВС России и ВС Белоруссии «Щит Союза-2015». В состав батальонной тактической группы вошли танковый батальон, оснащённый танками Т-72Б3, мотострелковый взвод на БМП-2, подразделения артиллерии, ПВО, связи и МТО.
В конце 2021 года 6-я отдельная танковая бригада переформирована в дивизию. Из подразделений бригады сформированы 26-й танковый полк, 1077-й отдельный батальон материального обеспечения, 63-й отдельный зенитный ракетный дивизион, вошедшие в состав 47-й танковой дивизии. Позднее сформирован 375-й отдельный противотанковый артиллерийский дивизион.
20 января 2024 года 153-й танковый полк дивизии занял село Крахмальное Купянского района Харьковской области.

## Награды и почётные наименования
- Почётное наименование «Ченстоховская».
- Награждена орденом Красного Знамени Указом Президиума Верховного Совета СССР от 19 февраля 1945 года «О награждении орденами соединений и частей Красной Армии» — за образцовое выполнение заданий командования в боях при прорыве обороны немцев западнее Сандомира и проявленные при этом доблесть и мужество.
- Награждена орденом Кутузова II степени Указом Президиума Верховного Совета СССР от 19 февраля 1945 года «О награждении орденами соединений и частей Красной Армии» — за образцовое выполнение заданий командования в боях с немецкими захватчиками, за овладение городами Глейвиц, Хшанув и проявленные при этом доблесть и мужество.

## Состав
Бригада сформирована по штатам № 010/345-010/352 от 15.02.1942 г.:
- Управление бригады [штат № 010/345]
- 133-й отдельный танковый батальон [штат № 010/346], 01.03.1942 г. переименован в 1-й отдельный танковый батальон
- 196-й отдельный танковый батальон [штат № 010/346]
- Мотострелково-пулемётный батальон [штат № 010/347]
- Противотанковая батарея [штат № 010/348]
- Зенитная батарея [штат № 010/349]
- Рота управления [штат № 010/350]
- Рота технического обеспечения [штат № 010/351]
- Медико-санитарный взвод [штат № 010/352]

Директивой ГШКА № орг/3/2464 от 19.06.1944 г. переведена на штаты № 010/500-010/506:
- Управление бригады [штат № 010/500]
- 1-й отдельный танковый батальон [штат № 010/501]
- 2-й отдельный танковый батальон [штат № 010/501]
- 3-й отдельный танковый батальон [штат № 010/501]
- Моторизованный батальон автоматчиков [штат № 010/502]
- Зенитно-пулемётная рота [штат № 010/503]
- Рота управления [штат № 010/504]
- Рота технического обеспечения [штат № 010/505]
- Медико-санитарный взвод [штат № 010/506]

- управление;
- 1-й танковый батальон;
- 2-й танковый батальон;
- 3-й танковый батальон;
- мотострелковый батальон;
- гаубичный самоходно-артиллерийский дивизион;
- реактивный артиллерийский дивизион;
- зенитный дивизион;
- зенитный ракетный дивизион;
- батальон управления (связи);
- батальон материального обеспечения;
- отдельная ремонтная рота;
- отдельная разведывательная рота;
- отдельная стрелковая рота (снайперов);
- отдельная инженерно-сапёрная рота;
- отдельная рота РХБ защиты;
- отдельная рота РЭБ;
- отдельная комендантская рота;
- отдельная медицинская рота;
- взвод управления (начальника артиллерии);
- взвод управления и радиолокационной разведки (начальника ПВО);
- взвод управления (начальника разведывательного отделения);
- взвод инструкторов;
- взвод тренажеров;
- полигон;
- станция фельдъегерско-почтовой связи;
- военный оркестр.

На вооружении: 94 ед. Т-72Б3, 37 ед. БМП-2, 18 ед. БМ-21 «Град», 18 ед. 152 мм сг 2С19М1 «Мста-С», 8 ед. 120 мм миномётов 2С12 «Сани», 6 ед. БТР-80, 3 ед. БРМ-3К, 12 ед. БМ 9А33БМ2(3) «Оса», 6 ед. БМ 9А34(35) «Стрела-10», 6 ед. ЗСУ 2С6М «Тунгуска». Также КШМ Р-145БМ «Чайка», МШ.4.2, МШ.4.3.009, ремонтно-эвакуационная машина БРЭМ-1, машины РХБЗ РХМ-4 и БМО-Т.

## Известные сослуживцы
- Зверев Артём Вячеславович — ефрейтор. Званием Герой России награждён посмертно.[13]
- Якимкин Павел Борисович — майор, погиб 14 августа 2014 года во время нахождения бригады на учениях в Ростовской области на границе с Украиной. Званием Герой России награждён посмертно.

## Командиры

### Командиры 100-й танковой бригады
- полковник Иванов Николай Михайлович (01.04.1942 — 21.07.1943)
- майор Потапов Василий Михайлович (22.07.1943 — 27.09.1943)
- подполковник Веревченко Пётр Данилович (28.09.1943 — 06.02.1944)
- полковник Михайлов Исай Петрович, (07.02.1944 — 25.11.1944)
- полковник Зленко Михаил Кузьмич, (26.11.1944 — 15.12.1944)
- полковник Гладнев Дмитрий Фёдорович, (16.12.1945 — 24.05.1945)
- подполковник Чешук Николай Васильевич, (25.05.1945 — 11.06.1945)[14]

### Командиры 6-й отдельной танковой бригады
- полковник Гуров Вячеслав Николаевич (30 марта 2011[15] — 20 января 2012[16])

### Командиры 47-й танковой дивизии
- генерал-майор Рамазанов, Азер Нуралиевич (январь 2024 — н. в.)[17]